# Leptotarsus coronatus
Leptotarsus coronatus är en tvåvingeart som först beskrevs av Alexander 1917.  Leptotarsus coronatus ingår i släktet Leptotarsus och familjen storharkrankar. Inga underarter finns listade i Catalogue of Life.